# احمدحسین عدل
احمدحسین عدل (۱۲۷۷ تبریز – ۱۳۴۱ تهران)، از بنیانگذاران کشاورزی جدید در ایران، نخستین اصلاح کننده غلات در کشور، نخستین اقدام‌کننده به مبارزات بیولوژیک با آفات گیاهی در کشور و بنیانگذار دانشکده کشاورزی دانشگاه تهران در کرج است که سالها در کابینه‌های مختلف وزارت کشاورزی را به عهده داشت.

## خانواده و تحصیلات
پدرش میرزا مسعود عدل‌الملک و پدربزرگش حاج سید حسن عدل‌الملک از ثروتمندان و مالکین آذربایجان و مشروطه‌خواهان آن سامان بودند. یکی از پسرعموهایش یحیی عدل به پدر جراحی نوین ایران شهرت یافت و پسرعموی پدرش مصطفی عدل در بنیان‌گذاری دادگستری نوین در ایران نقش داشت.
پس از اتمام تحصیلات مقدماتی در تبریز برای ادامه تحصیل راهی فرانسه شد و دانشنامه مهندسی کشاورزی خود را از مدرسه ملی کشاورزی گرینیون فرانسه دریافت کرد. پس از پایان دوران تحصیلش در فرانسه به عنوان استاد دانشگاه در رشته کشاورزی به الجزایر رفت تا این‌که رضاشاه مطلع شد و از طریق داور، او را به ایران دعوت کرد.

## خدمات دولتی
عدل در سال ۱۳۰۲ به ایران بازگشت و وارد وزارت فوائد عامه و تجارت شد. در سال ۱۳۰۹ خورشیدی وزارت فوائد عامه به دو وزارتخانه طرق (راه) و اقتصادملی و در خرداد ۱۳۱۰ وزارت اقتصاد ملی به سه اداره کل صناعت، تجارت و فلاحت تقسیم شد که معاونت اداره فلاحت را عدل به عهده گرفت.
در بیست و چهارم آذر ۱۳۰۹ رضاشاه به همراه وزیر دربار خود تیمورتاش، مدرسه عالی فلاحت را افتتاح کرد. احمدحسین عدل مدیر، استاد و رئیس این مدرسه بود که پس از تشکیل دانشگاه تهران در سال ۱۳۱۳ تبدیل به دانشکده کشاورزی شد
در اول مهر ۱۳۱۶ محمود جم عدل را در هنگامی که مصطفی‌قلی بیات مدیرکل فلاحت به علت بیماری در آلمان در حال معالجه بود به عنوان کفیل (سرپرست) اداره کل فلاحت به مجلس معرفی کرد. پس از درگذشت بیات، سلطان حسین رخشانی در پانزدهم اسفند ۱۳۱۶ به جای عدل کفیل اداره کل فلاحت شد.

## وزیر کشاورزی
عدل از کار دولتی کناره گرفت و به تجارت پرداخت تا اینکه در هجدهم اسفند ۱۳۲۰ در کابینه علی سهیلی به عنوان وزیر کشاورزی به مجلس معرفی شد. وزارت کشاورزی را محمدعلی فروغی در شهریور آن سال تأسیس کرده بود و عدل دومین وزیر تاریخ این وزارت‌خانه شد.
در سال ۱۳۲۴ در دولت دوم ابراهیم حکیمی و در سال ۱۳۲۶ در کابینه احمد قوام نیز عدل همین سمت وزیر کشاورزی را به عهده داشت. در سال‌های ۱۳۲۶ و ۱۳۲۸ به ریاست شورای عالی برنامه هفت ساله منصوب شد و در سال ۱۳۳۰ ریاست شورای عالی سازمان برنامه را بر عهده گرفت.
عدل در سال ۱۳۳۲ در کابینه سپهبد زاهدی بار دیگر به وزارت کشاورزی منصوب شد و تا پایان این دولت که یک سال و نیم طول کشید در مقام خود باقی‌ماند. در این دوره لایحه عمران روستاها و تعاون روستاییان و لایحه تأسیس مؤسسه سرم‌سازی رازی را به مجلس داد.
در سال‌های بعد او بر سر اصلاحات ارضی با محمدرضاشاه درگیری پیدا کرد تا این‌که سرانجام از تمامی مشاغل دولتی کناره گرفت و رئیس کارخانه ریسندگی در اصفهان شد. او مدیر کارخانه بافندگی و ریسندگی ریسباف اصفهان و کارخانه ریسندگی و بافندگی زاینده‌رود شد و ریاست سندیکای صنایع اصفهان را نیز به عهده داشت.
عدل در مهرماه سال ۱۳۴۱ زمانی که با اتومبیل خود از اصفهان به تهران می‌رفت، در جاده قم به تهران در تصادف با کامیون به همراه فرزندش کشته شد و در امامزاده عبدالله شهرری به خاک سپرده شد.

## سایر فعالیت‌ها

نخستین استادان مدرسه عالی فلاحت و صنایع روستایی ۱۳۰۸ خورشیدی
ایستاده از راست: دکتر محمود معاضد، دکتر تقی بهرامی، میرخانی، دکتر اسفندیار اسفندیاری، ناشناس و رحمت‌الله شیبانی. نشسته از راست: دکتر جلال افشار، دکتر پرالما فرانسوی، احمدحسین عدل، مصطفی قلی بیات، لونی فرانسوی، محمدمظاهر صدیق‌حضرت، دکتر مرتضی گلسرخی.

عدل یکی از بنیان‌گذاران کشاورزی جدید ایران است و اولین فرد ایرانی است که در ایران شروع به اصلاح غلات کرد. او در سال‌های ۱۳۰۰ تا ۱۳۰۸ توده‌های بومی گندم ایران را از نقاط مختلف کشور جمع‌آوری کرد و به بررسی خواص ژنتیکی و اصلاح آن‌ها پرداخت. پس از او منصور عطائی به‌طور گسترده‌تر به ادامه کار پرداخت.
نخستین آزمایش‌های اصلاح چغندر قند در سال ۱۳۰۶ در مزارع مدرسه فلاحت انجام گرفت. در مدرسه فلاحت (دانشکده کشاورزی امروزی) مزارع آزمایشگاهی و نمونه‌ای وجود داشت که تحت سرپرستی احمدحسین عدل و منصور عطائی فعالیت چشمگیری داشتند و پایه و اساس مؤسسات اصلاحی فعلی بذور حبوبات، غلات و نباتات صنعتی شدند.
در سال ۱۳۱۲ شپشک استرالیایی (به انگلیسی: Icerya purchasi)، که همراه نهال‌های مرکبات از ایتالیا وارد ایران شده بود، سراسر باغات مرکبات شمال ایران را آلوده کرد. به دستور احمدحسین عدل، یکی از استادان باغبانی به نام پرالما به فرانسه اعزام شد و از جنوب این کشور تعدادی کفشدوزک استرالیایی (به انگلیسی: Rodolia cardinalis) به ایران آورد. این کفشدوزک‌ها که بلافاصله به بابل و تنکابن فرستاده شدند، اولین نمونه موفق در مبارزه بیولوژیک شناخته شده‌اند.
عدل گذشته از تأسیس دانشکده کشاورزی کرج، سال‌های طولانی در آن دانشکده یه تدریس مشغول بود و مقالات تحقیقی زیادی در مطبوعات در رشته کشاورزی انتشار داد.
پسرش کامران عدل دربارهٔ وی و خاندان عدل می‌گوید: به‌طور کلی خاندان عدل از خانواده‌های قدیمی و سرشناس ایران بودند که از همان سال‌های مشروطه، به‌شدت دلباخته ایده مشروطیت بودند و به مشروطه‌خواهی شهره. جد من در همان زمان دو پسر خود را برای تحصیل به فرانسه می‌فرستد و نتیجه این می‌شود که یکی از آن دو نخستین بار دستگاه‌های رادیولوژی را به کشور وارد می‌کند و یکی دیگر هم بخش اعظم قوانین دادگستری را به رشته تحریر درمی‌آورد؛ قوانینی که هنوز هم بسیاری از آن‌ها جزء قانون کشور به حساب می‌آید. پدر من هم پس از پایان دوران تحصیلش در فرانسه به عنوان استاد دانشگاه در رشته کشاورزی به الجزایر می‌رود تا این‌که رضاشاه از این موضوع مطلع می‌شود و از طریق داور، پدرم را به ایران دعوت می‌کند. پدرم هم پس از ورود به ایران در سال ۱۳۰۰، نخستین اقدامش را بنیادگذاری دانشکده کشاورزی کرج قرار می‌دهد و پس از کابینه قوام هم به عنوان یکی از بنیان‌گذاران سازمان برنامه به ایفای نقش می‌پردازد تا این‌که در مقطعی نیز وزیر کشاورزی می‌شود. جالب است بدانید پدرم در زمانی که وزیر بود، شخصاً به جاده چالوس می‌رفت و کامیون‌هایی که زغال حمل می‌کردند را مورد بررسی قرار می‌داد و اگر در میان آن‌ها الوار پیدا می‌کرد، شخصاً با خاطیان برخورد را می‌کرد؛ قصدم این است که بگویم پدرم بسیار در کارش جدی و مقتدر بود و همین موضوع هم سرانجام موجب دردسر وی شد، زیرا وی در قضیه اصلاحات ارضی با محمدرضاشاه درگیری پیدا کرد تا این‌که سرانجام از تمامی مشاغل دولتی کناره گرفت و رئیس یک کارخانه در اصفهان شد. از سوی دیگر پدرم همواره در حال مطالعه بود و حتی دو کتاب نیز دربارهٔ آب و هوا و تقسیمات اقلیمی به رشته تحریر درآورده بود. می‌خواهم بگویم در یک چنین فضایی ما همه پشتوانه علمی پیدا کردیم و با علم و فرهنگ عجین شدیم تا حدی که برادرانم همگی راه علم‌آموزی را در پیش گرفتند و تا مدارج عالی علمی پیش رفتند.

## آثار

### کتاب‌ها
- آب و هوای ایران،[۱۴] انتشارات دانشگاه تهران، ۱۳۳۹ خورشیدی
- تقسیمات اقلیمی و رستنی‌های ایران، انتشارات دانشگاه تهران، ۱۳۳۹ خورشیدی

### مقالات
- مدارس روستایی و دانشسراهای کشاورزی، مجله روان‌شناسی و علوم تربیتی، فروردین ۱۳۳۵، شماره اول

## یادداشت
1. ↑  عکاس و بنیان‌گذار عکاسی مدرن ایران؛ نویسنده و معمار
2. ↑  از متخصصین زنان و زایمان در ایران و فرانسه
3. ↑  از اولین مهندسین؛ متخصصین و وارد کنندگان رنو و اتوموبیل‌های فرانسوی در ایران
4. ↑  در سانحه رانندگی به همراه پدر فوت شد